# Лазар Тешановић
Лазар Тешановић (1912 — 1947) био је четнички војвода у Другом свјетском рату. Прије рата је био учитељ и резервни поручник. У току рата, основао је одред „Обилић“, који је деловао између ријека Врбас и Врбање, па на југ до планине Влашић. Одред је учествовао у засједи на групу партизана предвођених Младеном Стојановићем, који је тешко рањен у борби.
Тешановић је 23. маја 1942. склопио споразум са НДХ, тражећи од ње оружје и муницију за борбу против партизана. Од 8. јула 1943. одред „Обилић“ се налазио саставу Средњобосанског четничког корпуса, а Тешановић је постао командант тога корпуса. Поред тога сарађивао је и са Нијемцима.
Убијен је марта 1947. у потери КНОЈ-а.
Другог јула 2017. подигнут је и освештан споменик Лазару Тешановићу на планини Чемерници.